# 젤다 윌리엄스
젤다 레이 윌리엄스(영어: Zelda Rae Williams, 1989년 7월 31일 ~ )는 미국의 배우, 영화 감독, 프로듀서이다. 배우 로빈 윌리엄스와 영화 감독 마샤 가시스의 딸이다.  그녀의 이름은 게임 젤다의 전설 시리즈의 젤다에서 따왔다.

## 출연 작품
- 로케이팅 실버 레이크 (2017)
- 데드 오브 서머 (2016) ... 드류 리브스 역
- 네버 (2013) ... 니키 역
- 눕즈 (2012) ... 릭키 역
- 어 비어 테일 (2012)
- 워 더 월드 마인 (2008) ... 프랭키 역
- 하우스 오브 디 (2004) ... 멜리사 역
- 나인 먼쓰 (1995)